# Chloropsina angustigenis
Chloropsina angustigenis är en tvåvingeart som först beskrevs av Becker 1912.  Chloropsina angustigenis ingår i släktet Chloropsina och familjen fritflugor.
Artens utbredningsområde är Etiopien. Inga underarter finns listade i Catalogue of Life.